# 錫爾斯波特 (緬因州)
錫爾斯波特（英語：Searsport）是一個位於美國緬因州瓦多縣的鎮。

## 人口
根據2020年美國人口普查的數據，錫爾斯波特的面積為110.15平方千米，當中陸地面積為174.20平方千米，而水域面積為35.95平方千米。當地共有人口2649人，而人口密度為每平方千米24人。